# Fuss-pókszöcske
A Fuss-pókszöcske (Poecilimon fussii) a fürgeszöcskék családjába tartozó, Közép- és Dél-Európában honos szöcskefaj.

## Megjelenése
A Fuss-pókszöcske testhossza a hím esetében 14-16 mm, a nőstény 15-18 mm, ehhez járul még a 6-7 mm-es tojócső. Alapszíne zöld vagy sárgászöld, testszerte sötét vagy rozsdaszín apró pontokkal. A háton egy sötét csík húzódik, amelyet kétoldalt a hím esetében intenzívebb, a nősténynél halványabb, világossárga- vagy zöld sáv hangsúlyoz. A torpajzs elülső szegélye és szélesebb sávban hátsó széle világosbarnás-narancssárgás színű. Szárnyai csökevényesek, a hímnél alig nyúlnak ki a torpajzs alól, a nőstényeknél egyáltalán nem látszanak. A hím cerkuszai (potrohfüggelékei) piros vagy sárga színűek, a hegyük tompa és sötét; a középső részen a legvastagabbak, befelé görbülnek és keresztezik egymást. A nőstény tojócsöve erőteljes, felfelé ívelő, a vége fogazott. 
Ciripelés halk, a magányos, rendszertelen syllabusokat egy sorozat rövid, gyors syllabus követi. Nappal énekel. 

### Hasonló fajok
Közeli rokonaival (Brunner-pókszöcske, keleti pókszöcske, Schmidt-pókszöcske) lehet összetéveszteni.

## Elterjedése
A Kárpát-medencében és a Balkánon honos (Délkelet-Szlovákia, Magyarország, Északkelet-Horvátország, Észak-Szerbia, Nyugat-Erdély, Bulgária). Magyarországon ritka, a Dél-Dunántúlon (Mecsek, Villányi-hegység, Somogy, Déli-Bakony) és az Északi-középhegységben (Budai-hegység, Bükk) ismertek kis populációi.  

## Életmódja
Közepesen nedves vagy félszáraz bokorerdők, sztyepprétek, erdőszélek, tisztások lakója kb. 1500 m-es magasságig. A magasabb gyepszintben mozog. Kétszikű növényekkel táplálkozik. 
Kifejlett példányaival június-júliustól szeptember végéig lehet találkozni. Az áttelelő petékből március-áprilisban kelnek ki a lárvák. 
Magyarországon védett, természetvédelmi értéke 10 000 Ft.